# Castello di Sassari
Il castello di Sassari edificato nel XIV secolo, intorno al 1330, al tempo delle due ribellioni di Sassari alla Corona aragonese; durante le varie dominazioni della città venne utilizzato per diversi scopi.

## Descrizione
La forma di questa fortezza era trapezoidale con cinque torri agli angoli e una al centro della facciata, ai piedi della quale si accedeva tramite una porta posta a sud come le tre torri anteriori rivolte verso la parte più alta del centro storico di Sassari. La facciata del castello risultava in pietra viva. Dinanzi al maniero fu costruito un fossato profondo diversi metri. Nel corso dei secoli questa misura difensiva fu rafforzata fino a divenire un barbacane, con percorsi sotterranei e bocche di fuoco rivolte verso il centro abitato. Ad oggi i lavori archeologici riguardano il suddetto barbacane.

### Il restauro
Nel 2008 si è scoperta una parte del piano terra e il portale d'ingresso del castello aragonese, presumibilmente relativi al cosiddetto "antemurale" ossia la struttura difensiva che anteponeva uno slargo alla fortezza, anche detta barbacane. Tale antemurale risulta di particolare interesse archeologico. I lavori consentirono di evidenziare, tra l'altro, il fossato del XV secolo ubicato sotto il giardino dell'attuale piazza Castello. Tale fossato in alcuni tratti sfiora i 9 metri di altezza.  Attraverso una scala a chiocciola si accede alla torre del «campanone». Le mura che si affacciavano verso il centro urbano erano dotate di fessure destinate verosimilmente a ospitare dei cannoni. I lavori archeologici hanno messo in rilievo diversi elementi di interesse, tra i quali una fontana di pietra a forma di fiore, una prigione medioevale ed una fabbrica di maioliche. 
Nel novembre del 2009 si è proceduto alla pulizia dell'antemurale ritrovato nella piazza De Honestis. Nel dicembre si è provveduto a pavimentare con granito la parte posteriore della piazza, in rialzo rispetto all'antemurale. Si è inoltre chiuso al pubblico l'ingresso del rifugio antiaereo della seconda guerra mondiale, ipotizzato in principio come uno degli ingressi turistici al maniero.
A partire dal 2010 i lavori di consolidamento hanno riguardato il fossato di piazza Cavallino de Honestis. Il fossato presente in questa piazza è stato ricoperto e reso visitabile dall'interno della fortezza. Esternamente una struttura di metallo e cristalli consente di vedere parte del monumento.

#### Il fiore di pietra
Nell'aprile del 2009 gli archeologi hanno riportato alla luce un fiore di pietra a livello strada nell'area del castello. Il fiore, formato da 5 petali, era adibito a fontana sin dal 1890, anno di inaugurazione dell'acquedotto di Sassari. L'area tuttavia risultava ricca di falde acquifere già dal medioevo. Sia Enrico Costa che Giovanni Francesco Fara, infatti, nei loro scritti menzionano una fontana nei pressi del castello ossia della porta di Capo di Villa già nel 1850. Nel 1840 nello scavo di un pozzo si scoprì una dragonara collegata con la fontana di Rosello. È possibile che al tempo del Fara le acque arrivassero proprio nei pressi del maniero.
Si tratterebbe dunque del dimenticato "Pozzo Regio", una fontana circolare in pietra, con zampilli e acque limpide e non salmastre come nella maggioranza delle fonti di Sassari. Questa tesi è confortata dalle ispezioni effettuate dagli speleologi che parlano di una vecchia fonte che scorre nel sottosuolo urbano. Fin dal medioevo, per giungere alla fonte era necessario calarsi e percorrere il sottosuolo 12 metri, facendosi largo in un passaggio sotterraneo accessibile dal cuore di Sassari, poiché adiacente alla torre del Campanone. In quell'area sorge il giardino dell'omonima piazza.
L'acqua, - sostengono gli speleologi sassaresi - è trasparente. Comunemente tali passaggi allagati vengono definiti con il termine di dragonaie ossia le antiche fonti della città causate dal terreno calcareo tipico del territorio.

#### I rifugi antiaerei
Gli scavi archeologici del 2008 hanno inoltre riportato alla luce uno dei due rifugi antiaerei di piazza Castello utilizzati dai sassaresi durante la Seconda guerra mondiale. Attualmente è accessibile un solo rifugio e le scale d'ingresso sono state riportate alla luce nel marzo del 2009, ma in base al progetto preliminare della nuova piazza, i gradini verranno coperti dalla pavimentazione e da un tombino. Si ipotizza che nel fossato dove sono stati ritrovati i bastioni, di fronte al giardino, possa esserci un collegamento con questo rifugio. Questo ricovero antiaereo si sviluppa per 150 metri nel sottosuolo e una diramazione arriva fino al palazzo delle Poste. Le volte sono alte 4 metri e le gallerie sono larghe 3 metri. Durante la realizzazione del rifugio antiaereo, i cavatori intercettarono il cunicolo che consentiva l'accesso alla sorgente sotterranea adiacente alla torre del Campanone. Non è un caso che, sulla volta della galleria "moderna", sia visibile l'antico percorso, quasi certamente medievale, che sale in superficie in corrispondenza dei giardini della piazza.

#### Le carceri medioevali
All'interno del monumento sono state ritrovate sempre nel 2008 diverse stanze utilizzate nei secoli anche come prigioni. È possibile vedere all'interno delle celle i disegni e i bassorilievi scavati sulle pareti di pietra, spesso di carattere religioso e macabro, effettuati dai carcerati secoli fa. Si ipotizza che le prigioni siano state usate anche come cisterne.

#### La fabbrica di maioliche
Adiacente al castello si trovava, già dal 1500, una fabbrica di maioliche i cui resti della produzione sono recentemente venuti alla luce.

#### L'apertura al pubblico

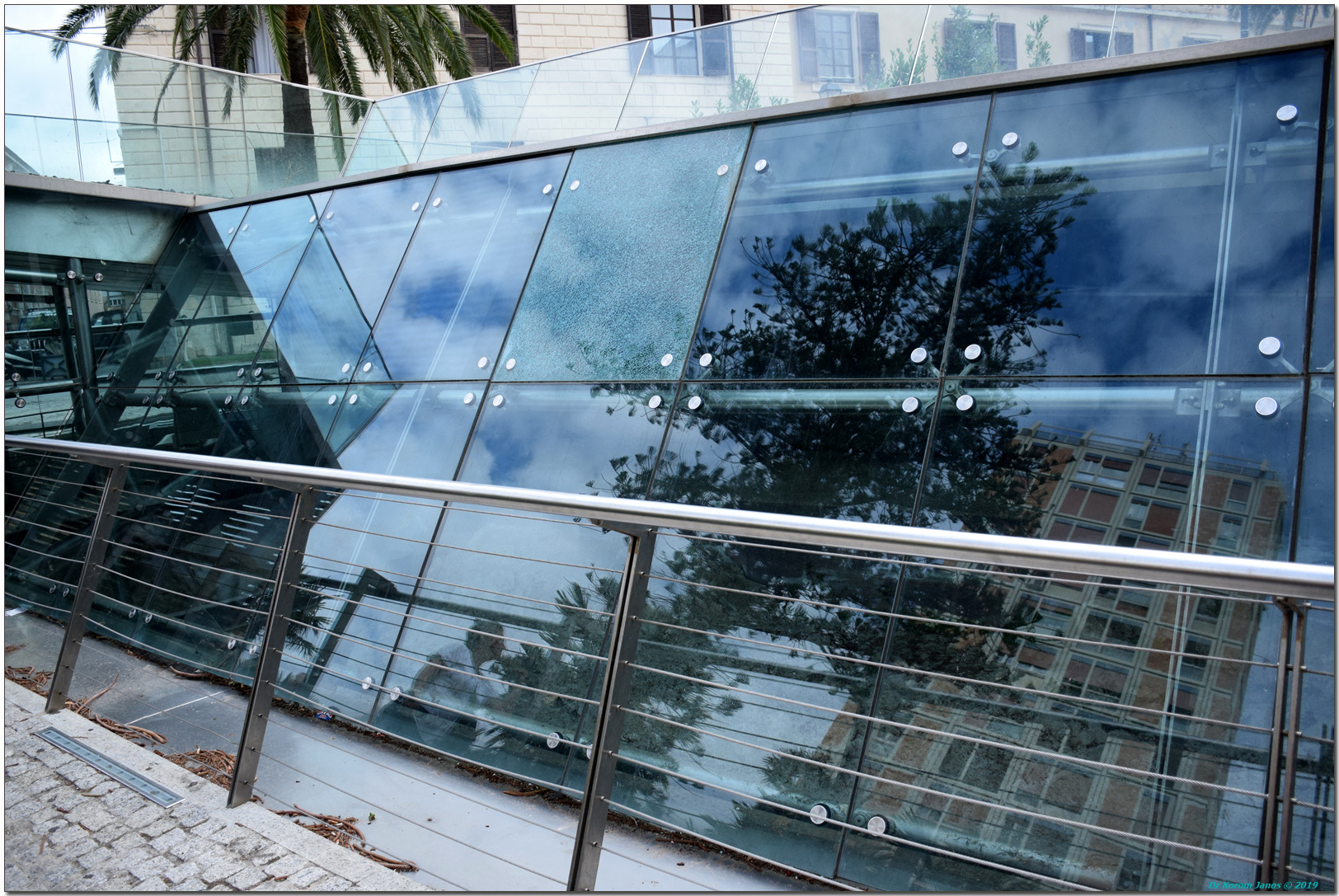
Accesso

La parte visitabile del castello è quella relativa al bastione del XVI secolo, il cosiddetto "antemurale". Da qui si ha accesso a diversi metri di corridoi, distinti su due piani, all'interno dei quali trovavano collocazione i cannoni rivolti verso la città. Il monumento è visibile attraverso una struttura di protezione ed accesso alle gallerie sotterranee illuminate mediante Led; al livello della piazza è stata sistemata a verde parte della copertura di accesso e realizzata un'area vetrata che permette l'illuminazione naturale dell'antemurale. Sono presenti due ingressi: uno di accesso a monte dell'area archeologica e uno di uscita attraverso la scala interna originaria. Dalla partenza si accede, attraverso una passerella, alla parte bassa del fossato. Da qui si entra nell'area inferiore, che si sviluppa per circa 60 metri. Attraverso la scala interna è possibile accedere al livello superiore che propone un tragitto più breve, poiché il cunicolo ha un'estensione minore; al termine si può uscire attraverso la seconda bussola. L'inaugurazione dell'area archeologica è avvenuta nel dicembre 2011.

## Storia
In epoca di dominazione spagnola venne utilizzato come sede del presidio armato agli ordini del governatore della città. Dal 1563 fu l'unica sede della Inquisizione in Sardegna mentre in epoca sabauda fu utilizzata come caserma del Regio Esercito  italiano fino al 1877, anno della parziale demolizione. Nel castello furono rinchiusi prigionieri ed eseguite condanne capitali. La prigione del maniero, infatti, fu prevalentemente nobiliare ed ecclesiastica.

### La demolizione
Nel 1877, anche per fare posto alla caserma Lamarmora, sede attuale della fanteria meccanizzata dell'Esercito Italiano Brigata Sassari che ora occupa parte della cosiddetta "piazza Castello", si decise di eliminare la fortezza simbolo della precedente dominazione sulla città. I Savoia decisero, con l'appoggio del consiglio comunale, governato dalla Sinistra liberale, di far abbattere l'antica costruzione e di dotare le cosiddette "appendici" della città di nuove piazze e portici. L'abbattimento, tuttavia, non fu completo: una parte del castello, nella parte bassa della omonima piazza, non fu totalmente rasa al suolo. Durante gli scavi del 2008 e 2009 furono riportati alla luce i basamenti delle mura, soprattutto interne. La piazza presumibilmente fu livellata, ma rimasero sotto il livello stradale diversi metri di fortificazione. In alcuni punti, soprattutto dov'è situato il barbacane, si salvarono ben due piani di fortificazioni. Una parte dell'attuale caserma è costruita sopra le fondamenta del castello. Nella piazza antistante l'antemurale difensivo fu inserito un giardino, ad oggi presente ma chiuso al pubblico.

## Mostre
- Sassari, Palazzo della frumentaria, "Sassari sottosopra. 10 anni di archeologia urbana". Dicembre 2009 - Marzo 2010.